# وزارة الشؤون الخارجية والتجارة (نيوزيلندا)
وزارة الشؤون الخارجية والتجارة ( بالماورية: Manatū Aorere) هي وزار حكومية في نيوزيلندا مكلفة بتقديم المشورة للحكومة بشأن السياسة الخارجية والتجارية، وتعزيز مصالح نيوزيلندا فيما يتعلق بالتجارة والعلاقات الدولية.

## وصلات خارجية
- الموقع الرسمي